# NLRP1
An Error has occurred retrieving Wikidata item for infobox
NLRP1（NLR family pyrin domain containing 1）は、ヒトではNLRP1遺伝子によってコードされているタンパク質である。NLRP1はインフラマソームを形成することが最初に示されたタンパク質である。NLRP1はさまざまな細胞種に発現しているが、主要なものは上皮細胞と造血系細胞である。小腸、胃、気道上皮の内壁などの腺上皮構造や皮膚の無毛部にも発現はみられる。NLRP1の多型は皮膚におけるクローン病腸管外合併症と関連している。NLRP1の多型は、乾癬、尋常性白斑、全身性エリテマトーデス、1型糖尿病との関連もみられる。マウスでは、炭疽菌致死因子のプロテアーゼ活性によるN末端の切断によって特定のバリアントが活性化されることが示されている。

## 機能
NLRP1遺伝子には、アポトーシス関連タンパク質からなるCED-4ファミリーに属するタンパク質がコードされている。CED-4ファミリーのタンパク質にはCARDドメインが含まれており、プログラム細胞死における重要な媒介因子となることが示されている。NLRP1タンパク質はN末端に明確なPyrinドメイン（PYD）が存在し、このドメインはタンパク質間相互作用に関与していると考えられている。NLRP1タンパク質はカスパーゼ-2と強力に、そしてカスパーゼ-9とも弱く相互作用する。NLRP1遺伝子の過剰発現はプログラム細胞死を誘導することが示されている。この遺伝子は選択的スプライシングによる複数の転写バリアントが見つかっているが、一部のバリアントの生物学的妥当性は未解明である。

## 活性化機構
NLRP1は抗細菌・抗ウイルス免疫応答を活性化する。齧歯類では、炭疽菌致死因子によるMAPキナーゼの切断による抗細菌応答の喪失は、NLRP1の切断による活性化によって補償されている。ヒトもNLRP1を産生するが、ヒトのNLRP1は致死因子によって活性化されるわけではない。一方で、NLRP1は同様にタンパク質切断によって活性化されている可能性があり、自己阻害を行っているPYDが除去されることでCARDドメインによってカスパーゼ-1前駆体のリクルートと活性型カスパーゼ-1への変換が行われる。ヒトのNLRP1の活性化は、エンテロウイルスの3C様プロテアーゼによる切断などいくつかの方法で行われている可能性がある。

## 相互作用
NLRP1は、カスパーゼ-9、APAF1と相互作用することが示されている。NLRP1はFIINDドメインを介してDPP8、DPP9と直接相互作用し、これらはNLRP1の活性化を防ぐために必要である。ヒトやマウスではDPP9の喪失によってNLRP1の活性化が引き起こされる。

## ヒトのNLRP1変異
NLRP1の生殖細胞系列変異によって引き起こされる遺伝疾患は、multiple self-healing palmoplantar carcinoma（MSPC）、familial keratosis lichenoides chronica（FKLC、Nekam's disease）、autoinflammation with arthritis and dyskeratosis（AIADK）などいくつか記載されている。NLRP1の変異は顕性型・潜性型に関わらず機能獲得型アレルである傾向があり、IL-1βやIL-18の放出を伴うインフラマソームシグナル伝達が開始される。

## マウスのNLRP1バリアント
マウスには3つのNlrp1パラログ遺伝子（Nlrp1a、b、c）が存在し、Nlrp1cは偽遺伝子である。マウスのNlrp1bは受容体-リガンド型の機構によって活性化されるわけではない。マウスの特定の近交系、BALB/cと129では、Nlrp1bは炭疽菌から分泌される致死因子（LF）と呼ばれるプロテアーゼによって活性化される。LFは防御抗原（PA）とともに、致死毒素を形成する。PAの役割はLFを宿主細胞の細胞質基質へ送達するためのトランスロケーションチャネルの形成であり、送達されたLFはMAPキナーゼを切断して不活性化することで免疫応答を抑える役割を果たす。LFは直接Nlrp1bをN末端近傍で切断し、この切断はNlrp1bインフラマソームの形成とカスパーゼ-1の活性化に必要かつ十分である。Nlrp1b依存的なインフラマソーム応答の活性化は、IL-1βや好中球などの機構による宿主防御においてみられる。Nlrp1bは細菌プロテアーゼのセンサーとして機能し、病原性因子によって特異的に活性化される免疫応答となっている。
マウスの既知の他の機能的NLRP1パラログであるNlrp1aに関しては、Nlrp1aに機能獲得型ミスセンス変異（Q593P）を有するマウスではインフラマソーム応答が活性化されることは明らかにされているものの、野生型のNlrp1aを活性化する刺激が何であるかは、明らかではない。

## 関連文献
- “The PYRIN domain: a novel motif found in apoptosis and inflammation proteins”. Cell Death and Differentiation 7 (12):  1273–4. (December 2000). doi:10.1038/sj.cdd.4400774. PMID 11270363.
- “A "double adaptor" method for improved shotgun library construction”. Analytical Biochemistry 236 (1):  107–13. (April 1996). doi:10.1006/abio.1996.0138. PMID 8619474.
- “Large-scale concatenation cDNA sequencing”. Genome Research 7 (4):  353–8. (April 1997). doi:10.1101/gr.7.4.353. PMC 139146. PMID 9110174.
- “Prediction of the coding sequences of unidentified human genes. XIII. The complete sequences of 100 new cDNA clones from brain which code for large proteins in vitro”. DNA Research 6 (1):  63–70. (February 1999). doi:10.1093/dnares/6.1.63. PMID 10231032.
- “Molecular cloning and characterization of DEFCAP-L and -S, two isoforms of a novel member of the mammalian Ced-4 family of apoptosis proteins”. The Journal of Biological Chemistry 276 (12):  9230–8. (March 2001). doi:10.1074/jbc.M009853200. PMID 11076957.
- “A novel enhancer of the Apaf1 apoptosome involved in cytochrome c-dependent caspase activation and apoptosis”. The Journal of Biological Chemistry 276 (12):  9239–45. (March 2001). doi:10.1074/jbc.M006309200. PMID 11113115.
- “The pyrin domain: a possible member of the death domain-fold family implicated in apoptosis and inflammation”. Current Biology 11 (4):  R118-20. (February 2001). Bibcode: 2001CBio...11.R118M. doi:10.1016/S0960-9822(01)00056-2. PMID 11250163.
- “CLAN, a novel human CED-4-like gene”. Genomics 75 (1–3):  77–83. (July 2001). doi:10.1006/geno.2001.6579. PMID 11472070.
- “Evidence for a susceptibility gene, SLEV1, on chromosome 17p13 in families with vitiligo-related systemic lupus erythematosus”. American Journal of Human Genetics 69 (6):  1401–6. (December 2001). doi:10.1086/324470. PMC 1235552. PMID 11592035.
- “The inflammasome: a molecular platform triggering activation of inflammatory caspases and processing of proIL-beta”. Molecular Cell 10 (2):  417–26. (August 2002). doi:10.1016/S1097-2765(02)00599-3. PMID 12191486.
- “NMR structure of the apoptosis- and inflammation-related NALP1 pyrin domain”. Structure 11 (10):  1199–205. (October 2003). doi:10.1016/j.str.2003.08.009. PMID 14527388.
- “Novel vitiligo susceptibility loci on chromosomes 7 (AIS2) and 8 (AIS3), confirmation of SLEV1 on chromosome 17, and their roles in an autoimmune diathesis”. American Journal of Human Genetics 74 (1):  188–91. (January 2004). doi:10.1086/381134. PMC 1181907. PMID 14691733.
- “Heterotypic interactions among NACHT domains: implications for regulation of innate immune responses”. The Biochemical Journal 381 (Pt 1):  213–9. (July 2004). doi:10.1042/BJ20031506. PMC 1133779. PMID 15107016.
- “Expression of NALP1 in cerebellar granule neurons stimulates apoptosis”. Cellular Signalling 16 (9):  1013–21. (September 2004). doi:10.1016/j.cellsig.2004.02.006. PMID 15212762.